# Gnat (komiks)
Gnat (ang. Bone) – amerykańska seria komiksowa autorstwa Jeffa Smitha, wydawana nieregularnie od lipca 1991 do czerwca 2004. Łącznie ukazało się 55 numerów. Polskie wydanie serii w przekładzie Jacka Drewnowskiego ukazało się nakładem Egmont Polska. 

## Fabuła
Utrzymana w konwencji fantasy i humorystycznej, seria opowiada o trzech kuzynach nazwiskiem Gnat: Chwacie, Chichocie i Kancie, przypominających postaci z kreskówek. Po nieudanej kampanii Kanta na burmistrza Gnatowa kuzyni zmuszeni są uciekać z rodzinnego miasta. Wkrótce zostają przypadkowo rozdzieleni, a ich tropem zaczynają podążać szczuropodobne stwory. Kuzyni spotykają się ponownie w tawernie, gdzie poznają dziewczynę imieniem Zadra i jej tajemniczą babkę. Ich położona w dolinie średniowieczna kraina zagrożona jest przez mrocznego Pana Szarańczy. Kuzyni Gnatowie i Zadra zostają wciągnięci w długą przygodę, w trakcie której podejmują się ocalenia doliny. 

## Wydania
Pierwsze 19 zeszytów z serii Gnat wydał samodzielnie Jeff Smith pod szyldem własnego wydawnictwa Cartoon Books. Od numeru 20. do 28. serię publikowała oficyna Image Comics, a od 29. do ostatniego, 55. numeru ponownie Cartoon Books. Równocześnie od 1995 do 2004 komiks ukazał się w dziewięciu tomach zbiorczych w wersji czarno-białej, a od 2005 do 2009 w wersji kolorowej. W 2004 Cartoon Books opublikowało pełne wydanie serii w jednym tomie zbiorczym, liczącym 1344 strony. 

## Wydanie polskie
W polskim wydaniu seria została zebrana w trzy tomy odpowiadające trzem cyklom fabularnym Gnata. 
| Tom | Tytuł i rok wydania polskiego               | Zawartość           |
| --- | ------------------------------------------- | ------------------- |
| 1   | Dolina, czyli równonoc wiosenna (2017)      | Bone, zeszyty 1–20  |
| 2   | Kant kontratakuje, czyli przesilenie (2017) | Bone, zeszyty 21–39 |
| 3   | Przyjaciele i wrogowie, czyli żniwa (2018)  | Bone, zeszyty 40–55 |

## Odbiór i nagrody
Seria Gnat została doceniona za połączenie prostoty warstwy wizualnej z poczuciem humoru i dramatyzmem fabuły. Wykreowany przez Smitha świat porównywano do świata stworzonego przez J.R.R. Tolkiena w Władcy Pierścieni. W 2004 amerykański tygodnik „Time” nazwał Gnat „najwybitniejszą powieścią graficzną wszech czasów”.  
Gnat jest jedną z najbardziej utytułowanych serii komiksowych w historii. W latach 1993–2008 Smith otrzymał za nią m.in. następujące nagrody: 
- 1993 Russ Manning Award dla najbardziej obiecującego debiutanta
- 1993 Nagroda Eisnera za najlepszą publikację humorystyczną
- 1994 Nagroda Eisnera za najlepszy komiks w odcinkach
- 1994 Nagroda Eisnera za najlepszą serię trwającą
- 1994 Nagroda Eisnera dla najlepszego scenarzysty i rysownika
- 1994 Nagroda Eisnera za najlepszą publikację humorystyczną
- 1995 Nagroda Eisnera za najlepszą publikację humorystyczną
- 1995 Nagroda Eisnera dla najlepszego scenarzysty i rysownika humorystycznego
- 1995 Nagroda Eisnera za najlepszą serię trwającą
- 1998 Nagroda Eisnera dla najlepszego scenarzysty i rysownika humorystycznego
- 2005 Nagroda Eisnera najlepsze wznowienie powieści graficznej
- 1994 Nagroda Harveya dla najlepszego scenarzysty i rysownika
- 1994 Specjalna Nagroda Harveya za opowieść humorystyczną
- 1994 Nagroda Harveya za najlepsze wydanie historii zbiorcze wcześniej opublikowanej w odcinkach
- 1995 Nagroda Harveya dla najlepszego scenarzysty i rysownika
- 1996 Nagroda Harveya dla najlepszego scenarzysty i rysownika
- 1997 Nagroda Harveya dla najlepszego scenarzysty i rysownika
- 1999 Nagroda Harveya dla najlepszego scenarzysty i rysownika
- 2000 Nagroda Harveya dla najlepszego scenarzysty i rysownika
- 2003 Nagroda Harveya dla najlepszego scenarzysty i rysownika
- 2005 Nagroda Harveya dla najlepszego scenarzysty i rysownika
- 2005 Nagroda Harveya za najlepsze wydanie historii zbiorcze wcześniej opublikowanej w odcinkach